# روابط اسرائیل و امارات متحده عربی

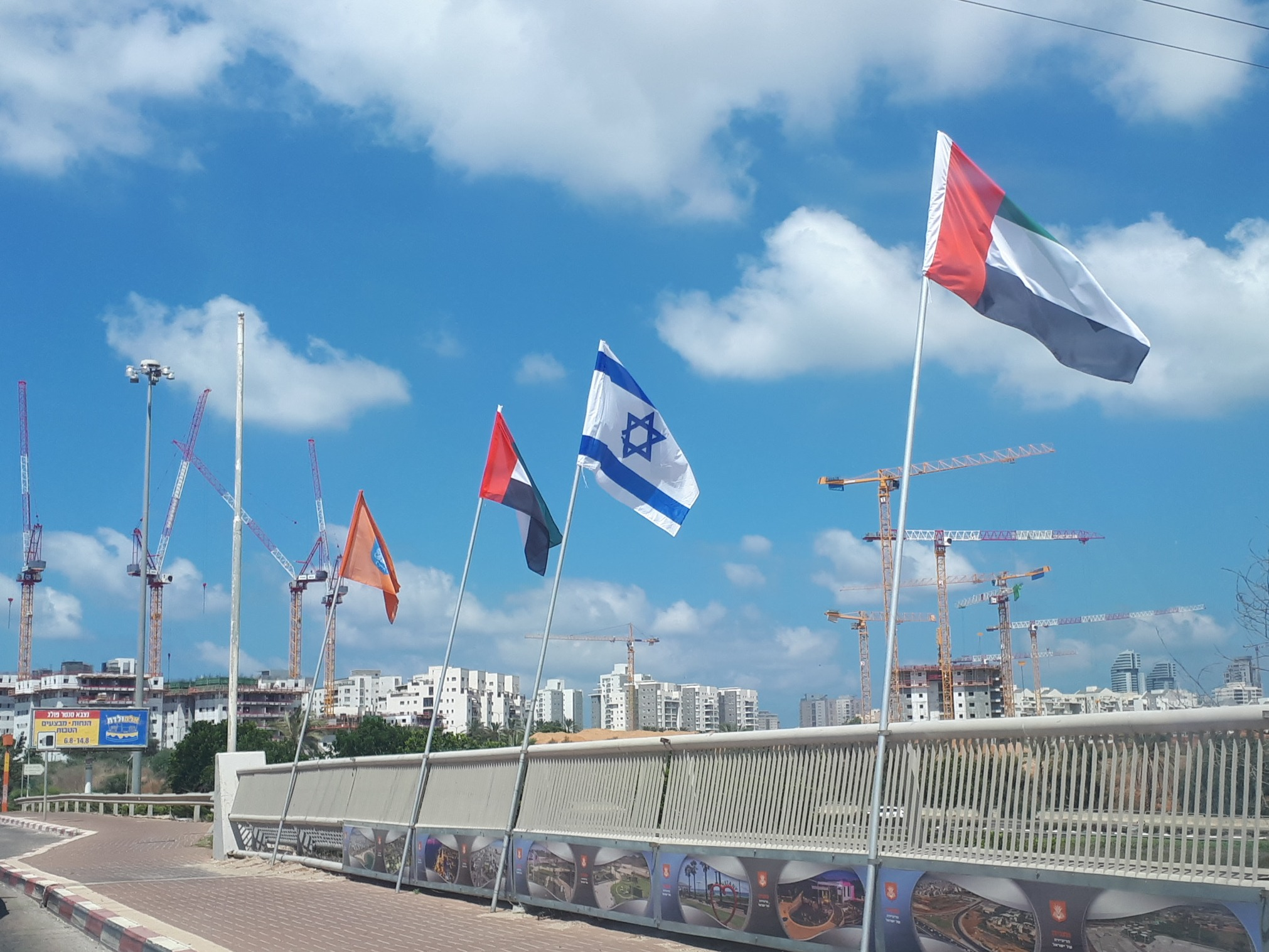
پرچم‌های اسرائیل و امارات به همراه پرچم نتانیا در «پل شالوم» نتانیا بر روی بزرگراه ۲ به اهتزاز درآمد. اوت ۲۰۲۰، نتانیا، اسرائیل.

روابط اسرائیل و امارات متحده عربی برای چندین دهه سرد بود، اما در دهه ۲۰۱۰، روابط غیررسمی کشورها به‌طور قابل توجهی بهبود یافت و آنها بر اساس مخالفت مشترک با برنامه هسته ای ایران و نفوذ منطقه ای شروع به همکاری گسترده غیررسمی کردند. در سال ۲۰۱۵، اسرائیل نمایندگی رسمی دیپلماتیک را در ابوظبی به آژانس بین‌المللی انرژی تجدیدپذیر گشود.
در گرم شدن قابل توجه روابط رسمی اسرائیل و امارات متحده عربی، اسرائیل و امارات متحده عربی رسماً در اوت سال ۲۰۲۰ توافق کردند که روابط را در معامله ای با میانجیگری ایالات متحده «عادی سازی» کنند که همچنین اسرائیل را ملزم به متوقف کردن برنامه خود برای الحاق بخشهایی از کرانه باختری، از جمله دره اردن می‌کرد. در بیانیه مشترک صادر شده از امارات، اسرائیل و ایالات متحده آمده‌است که سه کشور «با عادی سازی کامل روابط اسرائیل و امارات متحده عربی توافق کرده‌اند». مراسم امضا در ۱۵ سپتامبر ۲۰۲۰ برگزار شد.
ترکیه و ایران هر دو از توافق انتقاد کردند. در ۱۶ اوت ۲۰۲۰، امارات متحده عربی برای اولین بار با رفع انسداد شماره‌گیری مستقیم کد کشور +۹۷۲ اسرائیل، ارتباط تلفنی با اسرائیل برقرار کرد. اولین پرواز مستقیم تجاری از اسرائیل به امارات متحده عربی یک پرواز ال عال در ۳۱ اوت ۲۰۲۰ بود. در ۲۴ ژانویه ۲۰۲۱، سفارت رسمی اسرائیل در امارات متحده عربی با حضور ایتان نائه به عنوان سفیر موقت / کاردار افتتاح شد. محمد ال خواجه به عنوان اولین سفیر امارات در اسرائیل انتخاب شد

## تاریخ
شیخ زاید بن سلطان آل نهیان، اولین رئیس‌جمهور امارات پس از آنکه امارات متحده عربی در سال ۱۹۷۱ به کشوری مستقل تبدیل شد، از اسرائیل به عنوان «دشمن» کشورهای عربی نام برد.

### سیاست ایران
پس از تحلیف باراک اوباما به عنوان رئیس‌جمهور آمریکا در سال ۲۰۰۹، سفیران اسرائیل و امارات در ایالات متحده مشترکاً از مشاور دولت تازه‌وارد خاورمیانه خواستند تا خط سخت تری در مورد ایران اتخاذ کند. اوباما پس از امضای برجام تحریم‌های ایران را لغو کرد.
در سپتامبر ۲۰۱۲، بنیامین نتانیاهو نخست‌وزیر اسرائیل با عبدالله بن زاید آل نهیان، وزیر خارجه امارات در شهر نیویورک دیدار کرد. اگرچه آنها در مورد تهدید ایران توافق کردند، امارات متحده عربی از بهبود روابط عمومی بدون پیشرفت در روند صلح اسرائیل و فلسطین خودداری کرد. در سال ۲۰۱۵، ران درمر، سفیر اسرائیل در ایالات متحده، یوسف آل اوتیبا ، همتای خود در امارات متحده عربی را در مورد مخالفت اسرائیل با برنامه اقدام مشترک توضیح داد و از امارات متحده عربی خواست تا نقش فعال تری در مخالفت با این توافق داشته باشد.
نزدیک به پایان دوره ریاست جمهوری اوباما، آژانس‌های اطلاعاتی ایالات متحده از ارتباط تلفنی مقامات دو کشور، از جمله بین نتانیاهو و رهبر ارشد امارات متحده عربی، و دیدار نتانیاهو و رهبری امارات در قبرس آگاه شدند، که با هدف همکاری علیه ایران بود. پس از انتخاب دونالد ترامپ به عنوان رئیس‌جمهور آمریکا، اسرائیل و امارات متحده عربی برای نزدیکی بین ایالات متحده و روسیه برای مهار نفوذ ایران در سوریه لابی کردند.
در ژوئن ۲۰۱۷، ایمیل‌های فاش شده نشان داد که امارات و عربستان سعودی با اسرائیل علیه ایران همکاری می‌کنند. روابط تنگاتنگی بین امارات متحده عربی و بنیاد دفاع از دمکراسی‌ها (FDD)، یک اندیشکده نومحافظه کار طرفدار اسرائیل و همچنین به دلیل تأثیر در دولت دونالد ترامپ رئیس‌جمهور آمریکا برقرار شد تا به " راه‌هایی برای جلوگیری از توانایی ایران برای انجام فعالیت‌های تجاری با شرکت‌های بزرگ در سراسر جهان " دست یابند.

### توافقنامه آبراهام ۲۰۲۰
در ۱۳ اوت ۲۰۲۰، اسرائیل و امارات توافق‌نامه ای را با میانجیگری دونالد ترامپ ، رئیس‌جمهور ایالات متحده امضا کردند. بر اساس این معامله، اسرائیل و امارات متحده عربی روابط دیپلماتیک کاملی برقرار خواهند کرد، امارات متحده عربی سومین کشور عربی، علاوه بر مصر و اردن است که اسرائیل را به رسمیت می‌شناسد. به عنوان بخشی از معامله، اسرائیل موافقت کرد که برنامه‌های الحاق دره اردن را متوقف کند. مدیر موساد، یوسی کوهن، بیش از یک سال به‌طور مخفیانه چندین بار برای امضای توافق آبراهام از امارات بازدید کرد.
این توافق‌نامه با مراسم امضای ۱۵ سپتامبر ۲۰۲۰ در کاخ سفید در واشینگتن دی سی رسمی شد. سفیر امارات در ایالات متحده و مشاور نزدیک محمد بن زاید، یوسف العتیبه، یکی از اصلی‌ترین مذاکره کنندگان معامله صلح بود. العتیبه یکی از مدافعان خوش ارتباط و قدرتمند در ایالات متحده بود که با جارد کوشنر که رهبر مذاکرات توافق صلح بود در تماس بود. در اوت سال ۲۰۲۰، العتیبه با انتشار بیانیه ای توافق آبراهام را «پیروزی برای دیپلماسی و منطقه» ستود و اظهار داشت که این توافق‌نامه «تنش‌ها را کاهش می‌دهد و انرژی جدیدی برای تغییرات مثبت ایجاد می‌کند».

## همکاری پزشکی
در ژوئیه سال ۲۰۲۰، صنایع هوافضای اسرائیل و سامانه‌های دفاعی پیشرفته رافائل توافقنامه ای را برای ارائه «راه حل‌های مؤثر» برای دنیاگیری کووید-۱۹ با شرکت فناوری گروه ۴۲ امارات امضا کردند. در ژوئن سال ۲۰۲۰، هواپیمایی اتحاد امارات متحده عربی در فرودگاه بن گوریون فرود آمد و محموله ای از تجهیزات پزشکی را برای کمک به فلسطینی‌ها در طی دنیاگیری کووید-۱۹ حمل کرد. در اواخر همان ماه، اسرائیل برای همکاری در مدیریت بیماری همه گیر کووید-۱۹ در کشورهای متبوع خود همکاری با امارات متحده عربی را اعلام کرد.